# Audrey Rose
Audrey Rose ( en España, Las dos vidas de Audrey Rose; en México, La otra vida de Audrey Rose) es una película estadounidense de 1977 del género de terror dirigida por Robert Wise, con Marsha Mason y Anthony Hopkins como actores principales. Está basada en la novela homónima escrita por Frank De Felitta y publicada en 1975. El libro tuvo una secuela titulada For Love of Audrey Rose que no se ha llevado al cine. Aunque la promoción de novela y película incluían la llamada "basado en hechos reales", ésta se basaba en la supuesta habilidad innata del hijo de De Felitta para tocar el piano, lo que llevó a su padre a convencerse de que lo había aprendido en una vida anterior y le acabó dando la idea de la película.

## Trama
Una mujer y su hija de cinco años, Audrey Rose Hoover, mueren en un accidente automovilístico. Dos minutos después cerca del lugar, nace Ivy, hija de Janice y Bill Templeton.
Años después, cuando Ivy tiene casi once años, comienza a tener pesadillas. Un extraño, Elliot Hoover, visita a la familia Templeton y les cuenta sobre la tragedia de su esposa y su hija. Él está convencido de que su hija fallecida ha reencarnado en Ivy. Los Templeton lo consideran un loco e ignoran sus comentarios. Las pesadillas de Ivy comienzan a empeorar y la niña comienza a verse perturbada. Un día Elliot Hoover vuelve a casa de los Templeton y ve a Ivy en un ataque de pánico y clamando por ayuda mientras las manos de la niña se queman en un vidrio helado.
Hoover logra apaciguar las recurrentes pesadillas de Ivy llamándola Audrey Rose, pero luego de secuestrarla, es arrestado. Él intenta defender su conducta aduciendo que Ivy es la reencarnación de su hija pero es desestimado.
Un leitmotiv tanto en la película como en la novela es la creencia hindú de la reencarnación. Hay constantes referencias al hinduismo y a la creencia de que el alma humana no muere sino que es inmortal. La película termina con una cita del Bhagvad Gita – uno de los libros sagrados del Hinduismo.

## Reparto
| Actor           | Personaje           |
| --------------- | ------------------- |
| Marsha Mason    | Janice Templeton    |
| Anthony Hopkins | Elliot Hoover       |
| John Beck       | Bill Templeton      |
| Norman Lloyd    | Dr. Steven Lipscomb |
| John Hillerman  | Fiscal Scott Velie  |
| Robert Walden   | Brice Mack          |